# Thum
Thum település Németországban, azon belül Szászország tartományban. Lakosainak száma 4912 fő (2023. december 31.). Thum Drebach és Ehrenfriedersdorf községekkel határos.

## Népesség
A település népességének változása:
| Lakosok száma | 5233 | 5146 | 4965 | 4956 | 4912 |
|               | 2017 | 2019 | 2021 | 2022 | 2023 |